# Lanaria lanata
Lanaria lanata (syn: Lanaria plumosa, Hyacinthus lanatus) je druh jednoděložné rostliny z čeledi Lanariaceae. Jedná se o monotypickou čeleď, obsahuje jediný rod Lanaria a jediný druh Lanaria lanata. Některé starší taxonomické systémy ji někdy řadily do čeledi liliovité v širším pojetí (Liliaceae s.l.), popř. do čeledi Hyacinthaceae či Tecophilaeaceae.

## Popis
Jedná se o vytrvalou bylinu s vertikálně postaveným oddenkem. Listy jsou jednoduché, spirálně až dvouřadě uspořádané, přisedlé, víceméně nahloučené na bázi, s listovými pochvami. Čepele jsou čárkovité, celokrajné, žilnatina je souběžná. Květy jsou v květenstvích s listeny; květenství, stopky květů i vnější strana okvětí je nápadně bělovlnatá dendriticky větvenými trichomy. Okvětních lístků je 6, cca do poloviny srostlé v trubku, jsou narůžovělé barvy. Tyčinek je 6. Semeník je srostlý ze 3 plodolistů, je víceméně spodní, plodem je tobolka.

## Rozšíření
Jedná se o endemit Kapské oblasti v jižní Africe.